# مگان لی
مگان لایت (انگلیسی: Megan Leigh؛ زاده ۲ مارس ۱۹۶۴ درگذشته ۱۶ ژوئن ۱۹۹۰ (خودکشی)) بازیگر پورنوگرافی اهل ایالات متحده آمریکا بود.